# Paul Davies
Paul Charles William Davies (* 22. dubna 1946) je britský fyzik, spisovatel a popularizátor vědy, v současnosti profesor na Arizona State University.

## Populárně naučné knihy
- 1974 The Physics of Time Asymmetry, ISBN 0-520-03247-0
- 1978 The Runaway Universe ISBN 0-460-04286-6
- 1979 Stardoom ISBN 0-00-635318-5
- 1980 Other Worlds, ISBN 0-460-04400-1
- 1981 The Edge of Infinity, ISBN 0-14-023194-3
- 1982 The Accidental Universe ISBN 0-521-28692-1
- 1982 Quantum Fields in Curved Space (with N.D. Birrell), ISBN 0-521-27858-9
- 1983 God and the New Physics ISBN 0-14-022550-1
- 1984 Superforce, ISBN 0-04-539006-1
- 1986 The Ghost in the Atom, ISBN 0-521-31316-3
- 1987 The Cosmic Blueprint, ISBN 0-04-440182-5
- 1988 Superstrings: A Theory of Everything ISBN 0-521-35741-1
- 1991 The Matter Myth, ISBN 0-670-83585-4
- 1992 The Mind of God, ISBN 0-671-71069-9
- 1994 The Last Three Minutes ISBN 1-85799-336-5
- 1995 Are We Alone? ISBN 0-14-025179-0
- 1995 O čase - Einsteinova nedokončená revoluce, ISBN 0-670-84761-5
- 1998 The Fifth Miracle: : The Search for the Origin and Meaning of Life. New York: Simon and Schuster. ISBN 0-684-83799-4
- 2002 How to Build a Time Machine ISBN 0-14-100534-3
- 2007 The Goldilocks Enigma, též pod titulem Cosmic Jackpot, ISBN 0-14-102326-0
- 2008 Quantum Aspects of Life (Eds. Derek Abbott, Paul C. W. Davies, and Arun K. Pati, s předmluvou Sir Roger Penrose), ISBN 1-84816-267-7
- 2010 The Eerie Silence, ISBN 1-4001-6551-2
- 2010 Information and the Nature of Reality: From Physics to Metaphysics, ISBN 978-0-521-76225-0